# Статуя Христофора Колумба (Капітолій штату Огайо)
Христофор Колумб, також відомий як Пам'ятник відкриттів Христофора Колумба  — мідна скульптура прибл. 1890—1892 років , що зображує Христофора Колумба роботи Альфонсо Пельцера, встановлена на території Капітолія штату Огайо в Колумбусі, штат Огайо, США .

## Опис
Статуя з листової міді була відлита компанією WH Mullins і зображує Колумба, який тримає земну кулю. Поруч з Колумбом стоїть гранітний постамент із зображенням голуба на вершині земної кулі. Статуя приблизно 9 футів (2,7 м) заввишки та масою 150 фунтів .

### Написи
На основі (постаменті) кілька написів. Один з південної сторони сповіщає: «Папський коледж Josephinum замовив цю статую студії WH Mullins». На іншому зі східної сторони написано: «Пожертвувано Йоcефінумом штату Огайо / Статую перенесли на Капітолійську площу» . На північній стороні є напис: «Фонтан вшановує зв’язок штату-побратима Огайо з Лігурією, Італія, домом мореплавця». На західній стороні є: «Христофор Колумб, італійський мореплавець, розпочав чотири подорожі для відкриття нового світу» .
Так само фонтан має кілька написів. Один з південної сторони говорить: «1892 Мрія / пізніших поколінь / тих, хто досліджував величезний континент / де свобода та можливості / манили тих, хто мав / сміливість і уяву, щоб ризикнути на захід». Інший на східній стороні вказує: «1932 На захід до Огайо / прийшли наступники / духу Колумба, / назвавши столицю / нового штату / на честь людини, яка символізувала / дух кордону» . Напис на північній стороні говорить: «Межі 1992 року, досліджені / пізнішими поколіннями жителів Огайо / простягаються за межі землі та води / до нового світу / потенціал якого / ще належить розкрити / духом відкриття». Західна сторона має напис: «1492 Дух відкриття має силу змінити / хід історії людства, / як продемонстрували / подорожі / Христофора Колумба / чия уява зруйнувала кордони / західного світу. / Сучасна історія була сформована / сміливістю однієї людини йти за мрією» .

## Історія
Меморіал був замовлений Джозефом Джессінгом з Папської колегії Josephinum на честь 400-річчя Колумбової подорожі, і був придбаний Джессінгом у 1892 році за 400–500 доларів . З 1892 по 1932 роки робота була встановлена в початковому кампусі коледжу в Колумбусі, уздовж 18-ї вулиці між Мейн і Маунд. Статуя був подарована штату Огайо в 1932 році .
Пам'ятник неодноразово піддавався вандалізму. Голуб, який був відламаний і знайдений, був повторно встановлений 12 жовтня 1953 року . Меморіал було перенесено під час реставрації Капітолія в 1991 році. У 1991—1992 роках компанією EG & G. Inc. було спроектовано нову гранітну основу та фонтан, які відкрили до 500-річчя подорожі Колумба . У 1993 році витвір було досліджено програмою Смітсонівського інституту «Врятуй скульптуру просто неба!» .
На тлі новин про демонтаж інших двох статуй Христофора Колумба, законодавці в Консультативній раді Капітолійської площі обговорили статую біля Капітолія під час зустрічі 16 липня . Ревізійна рада, яка утримує територію Капітолія та його статуї, складається переважно з республіканців. Її голова та віце-голова, республіканці Ларрі Хаусхолдер (тоді спікер палати Огайо ) і Ларрі Обхоф (також президент сенату Огайо), виступили проти демонтажу статуї. Джанін Бойд і Герсел Крейг, афроамериканці та демократи, члени правління та законодавчого органу Огайо, заявили про свою підтримку його вилучення .